# بندر جصة
بندر جصة منطقة ساحلية عُمانية ، يبعد هذه المكان عن محافظة مسقط بحوالي 10 كم ، إلى الجنوب الشرقي منها تحد الموقع من جهتي الشرق و الشمال الغربي جبال عالية ، ومن جهة الشمال الشرقي البحر ، مشكلا له ميناءً محميا. 

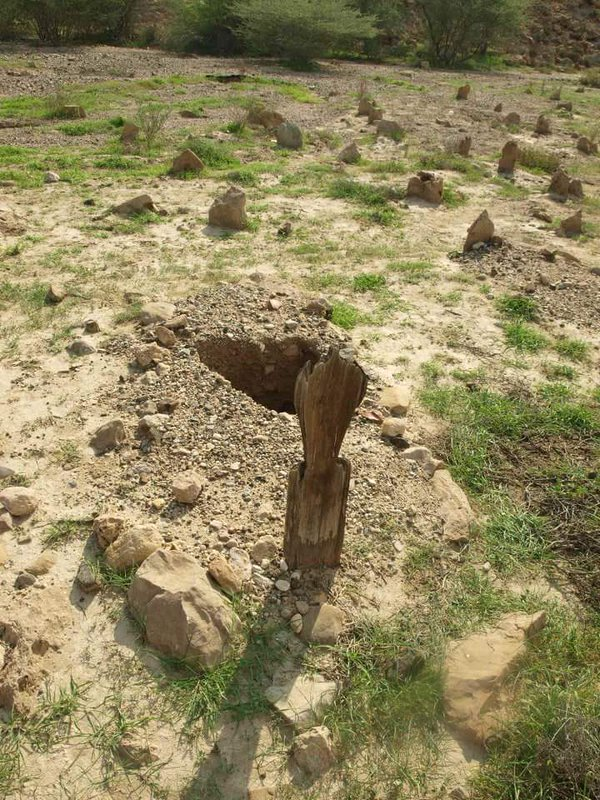

## التنقيب
بدأ التنقيب في هذه الموقع عام 1983 ، ثم في عام 1988 . وقد اكتشفت مجموعة من القبور ، تعود لفترة سمد  ، نظرا لشكلها الهندسي المشابه لقبور سمد واتجاها الشمالي الشرقي و الجنوبي الغربي